# プロムナイトII
『プロムナイト II』（原題：Hello Mary Lou: Prom Night II）は、1987年制作のカナダの超自然的ホラー映画。マイケル・アイアンサイド、リサ・シュレイジ出演。
1980年制作のスラッシャー映画「プロムナイト」の続編。前作とは異なり、オカルトホラーにジャンルが変わっている。

## あらすじ
前作の事件から更に遡り、1957年、ハミルトン高校でのプロムにて、プロム・クイーンにメアリー・ルーが選ばれた。そんなメアリーだが本性は男を弄ぶのを趣味としていた悪女。
被害者で恋人のビリー・ノーダムは報復として、浮かれているメアリーの髪を火炎瓶で燃やそうとするが、火力が凄まじく、メアリーを焼き殺してしまった。
ビリーの犯行がバレぬまま、30年後、ビリー自身は高校の校長となる。その一方で生徒のヴィッキーはキリスト教信者の母親にプロムでのドレスの着用を禁止され悩んでいたが、
こっそり学校の倉庫で使いまわしのドレスを探しに行く。そこにあったメアリーの所持品のトランクからアクセサリーを身に着けてしまったヴィッキーは悪霊と化したメアリー・ルーを召喚してしまい、
肉体を憑依させられてしまう。現世に蘇ったメアリー・ルーはプロムの夜に向けて、現代の学生達を巻き添えにしたビリーへの身勝手な復讐を始める。

## キャスト
- ビリー・ノードハム校長　 マイケル・アイアンサイド
- 青年時代のビリー・ノーダム　スティーブ・アトキンソン
- ヴィッキー・カーペンター　ウェンディ・ライオン
- クレイグ・ノーダム　ジャスティン・ルイス
- バディ・クーパー神父　リチャード・モネット
- 青年時代のバディー・クーパー　ロバート・ルイス
- メアリー・ルー・マロニー　リサ・シュレイジ　ロレッタ・ベイリー
- ケリー・ヘネロッター　テリ・ホークス
- ウォルト・カーペンター　ウェンデル・スミス
- バージニア・カーペンター　ジュディ・マーベイ
- モニカ・ウォーターズ　ビバリー・ヘンドリー
- ジョシュ　ブロック・シンプソン
- ジェス・ブロウニング　ベス・ゴンデック
- エディ・ウッド　ジョン・パイパー・ファーガソン
- 拒絶された少年　ヴィンセント・ゲイル
- マシュー・ダンテ　マイケル・エヴァンス
- クレイヴン　デニス・ロビンソン
- オバノン　ラリー・マッサー
- ロバート　グレン・グレツキー
- キング　デビッド・ロバートソン

## トリビア
この作品のタイトルは元々『プロムナイト』とはナンバリングせず、「ハミルトン高校のたたり」というタイトルで製作される予定だった   。
登場人物の名前はジョン・カーペンター、ジョージ・A・ロメロ、ウェス・クレイヴン、フランク・ヘネンロッター、スティーブン・キング、ジョン・ウォーターズ、エド・ウッド、トッド・ブラウニングなどの有名なホラー映画及びカルト映画監督にちなんで名付けられている。